# Pilar Bellido
Pilar Silvia María Bellido Ugarte (* 8. Februar 1969 in Miraflores, Lima) ist eine peruanische Badmintonspielerin. Carmen Bellido und Ximena Bellido, ebenfalls erfolgreiche Badmintonspielerinnen, sind ihre Schwestern.

## Karriere
Pilar Bellido gewann 1997 die Brazil International im Damendoppel mit ihrer Schwester Ximena ebenso wie die Argentine International. Bei den Peru International des gleichen Jahres wurde sie Dritte im Doppel mit Lucero Chueca. 1999 belegte Pilar Bellido jeweils den dritten Platz im Damendoppel bei den Brazil International, Peru International und den Mexico International.

## Sportliche Erfolge
| Saison | Veranstaltung           | Disziplin   | Platz | Name                             |
| ------ | ----------------------- | ----------- | ----- | -------------------------------- |
| 1997   | Brazil International    | Damendoppel | 1     | Ximena Bellido / Pilar Bellido   |
| 1997   | Brazil International    | Dameneinzel | 3     | Pilar Bellido                    |
| 1997   | Peru International      | Damendoppel | 3     | Lucero Chueca / Pilar Bellido    |
| 1997   | Argentine International | Dameneinzel | 3     | Pilar Bellido                    |
| 1997   | Argentine International | Damendoppel | 1     | Ximena Bellido / Pilar Bellido   |
| 1999   | Mexico International    | Damendoppel | 3     | Jody Patrick / Pilar Bellido     |
| 1999   | Brazil International    | Damendoppel | 3     | María de la Paz / Pilar Bellido  |
| 1999   | Peru International      | Damendoppel | 3     | Josefina Salazar / Pilar Bellido |